# Cratere Mercator

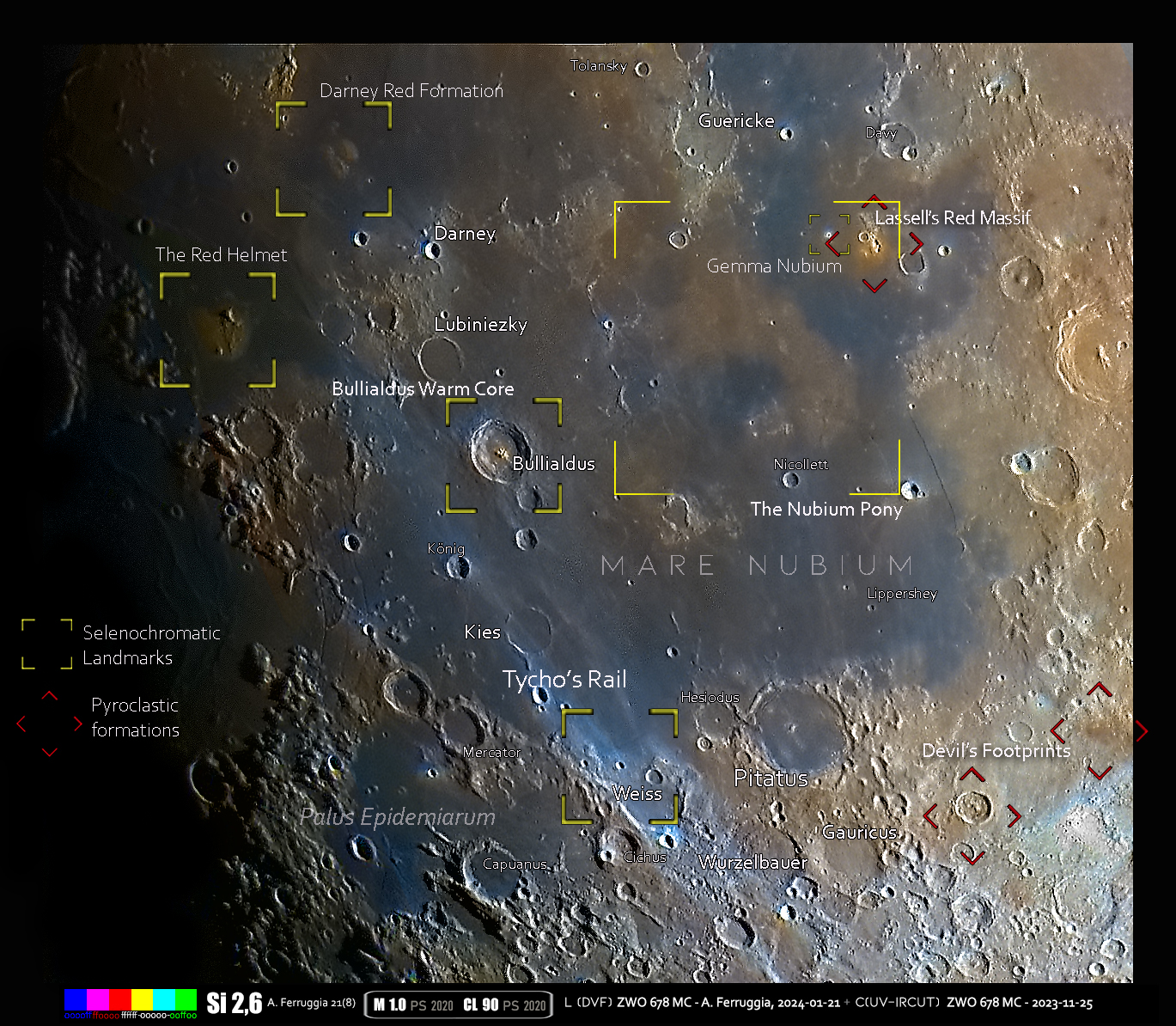
Area del cratere (in basso a sinistra) in formato selenocromatico

Mercator è un cratere lunare di 46,32 km situato nella parte sud-occidentale della faccia visibile della Luna.